# St.-Antonius-Kirche (St. Ulrich in Gröden)
Die St.-Antonius-Kirche in St. Ulrich in Gröden ist dem Heiligen Antonius von Padua geweiht und ist im Renaissancestil gebaut. Sie steht im Zentrum des gleichnamigen Platzes. In der katholischen Kirche wurde auch zeitweise der evangelische Gottesdienst von St. Ulrich abgehalten.
Die Benefiziats-Kirche wird zum ersten Mal im Jahre 1430 in einer Urkunde des Archivs der St.-Jakobs-Kirche genannt. Das jetzige Gebäude wurde zwischen 1673 und 1676 erbaut und wurde 1680 vom Brixner Bischof Paulinus Mayr geweiht. Die Baukosten betrugen 1533 Rheinische Gulden und 42 Kreuzer.
1874 wurde sie, auf Kosten des Herrn Franz Prinoth, erstmals restauriert, und 1959 ein zweites Mal vom Restaurator Viktor Pitscheider de Menza.
1985 bis 1986 wurde die Kirche von der Schützenkompanie St. Ulrich durch freiwillige Arbeit und mit Spendengeldern nochmals gründlich restauriert.
Der in Zwiebelform abschließende Turm hat 3 Glocken und ist 29 m hoch. Die Kirche ist 12,10 m lang und 7,2 m breit.

## Ausstattung
Der Hauptaltar ist im romanischen Stil mit dem Altarblatt des Schweizer Malers Melchior Paul von Deschwanden (um 1850). Links und rechts des Altars stehen Statuen des hl. Ruprecht und des hl. Ulrich von Johannes Vinatzer (1684). Die Seitenaltäre sind mit Ölgemälden von Josef Moroder-Lusenberg und engelköpfen der Vinazer Schule bestückt. Die barocke Kanzel hat Nischen mit Skulpturen der vier Evangelisten.
Hoch oben über dem Gesims hängen 12 Ölgemälde aus dem 17. Jahrhundert, wahrscheinlich des Josef Miller aus Gufidaun, laut Tresl Gruber sind die Gemälde des Malers Dengler (oder Tegler aus Villnöss?) ebenfalls aus Gufidaun. Es sind Szenen aus der Lebensgeschichte des Heiligen Antonius.
Eine Lourdesgrotte links vom Eingang enthält Skulpturen der Hl. Bernadette vor der Muttergottes des Jakob Crepaz.
Weitere Skulpturen im Innenraum sind der Hl. Franziskus des Ludwig Moroder-Lenert (1914), der Heiligen Antonius mit Kind des Paul Moroder, gefasst von Max Stuflesser (1945) und die Dreifaltigkeit des Vinzenz Moroder-Resciesa (1910).
An der südlichen Außenwand steht in einer Nische ein barocker Heiliger Nepomuck, über dem Hauptportal eine Statue des Heiligen Antonius.

## Glasfenster
Sechs bemalte Glasfenster und eine Glasrosette über den Eingang beleuchten den Innenraum. Die Fenster wurden von der Familie Insam-Brida 1874 gestiftet. Laut Bestellbuch der Tiroler Glasmalerei ist die Bestellung von „7 Fenster mit Figuren im Renaissancestil“ an die Tiroler Glasmalerei & Kathedral Glas-Hütte am 28. August 1874 für die Antoniuskirche in St. Ulrich eingegangen.

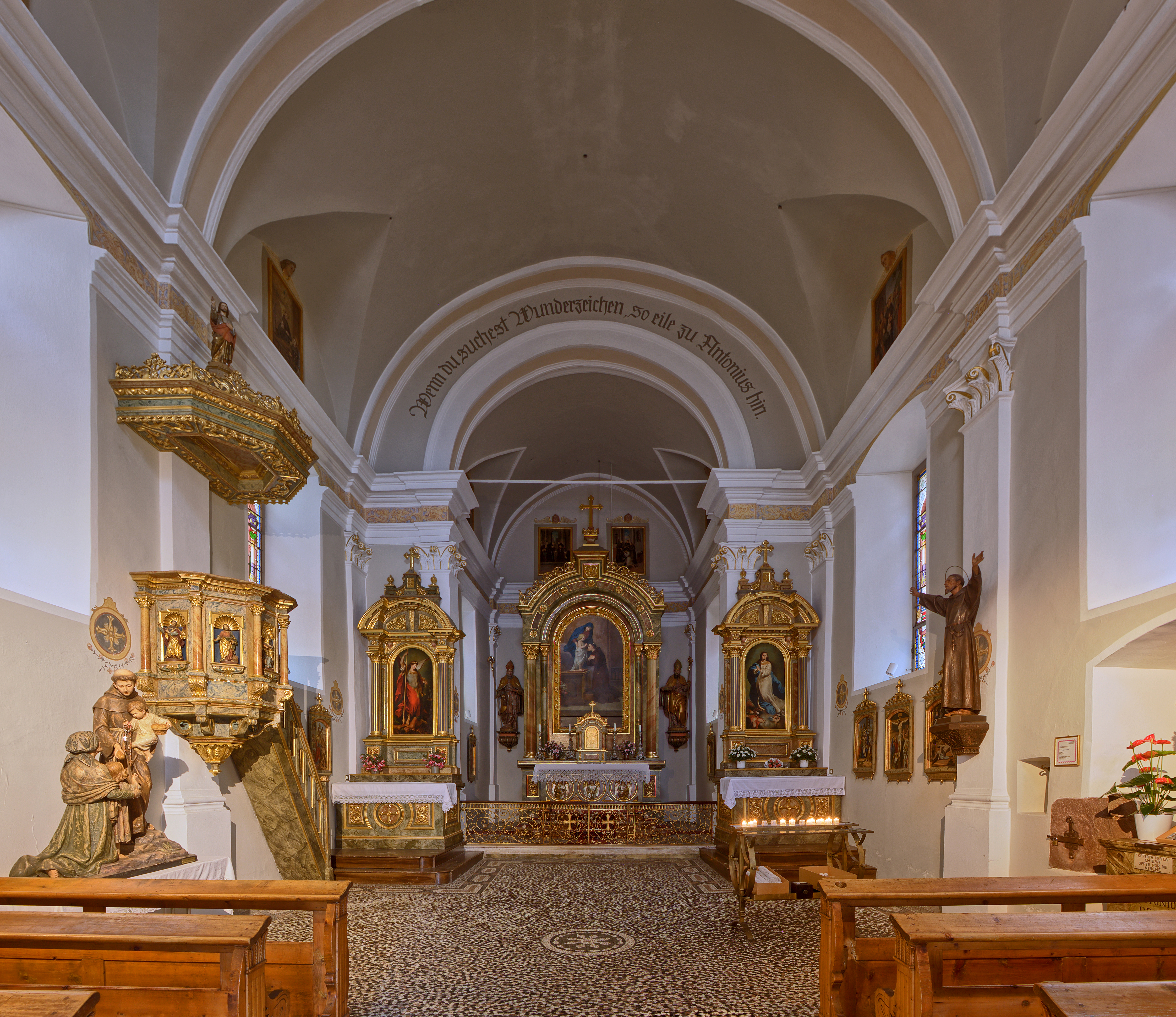
Innenraum
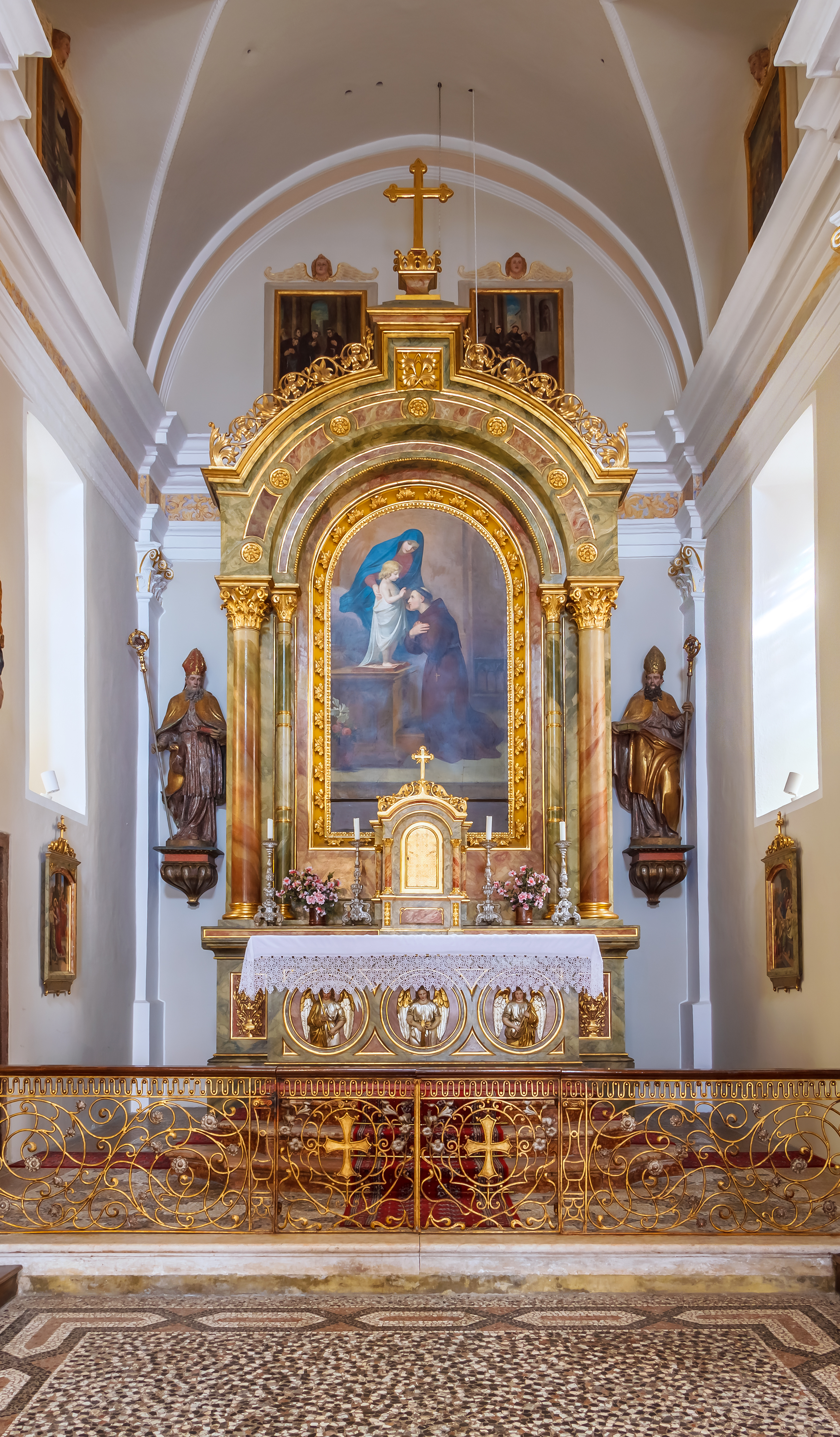
Hauptaltar
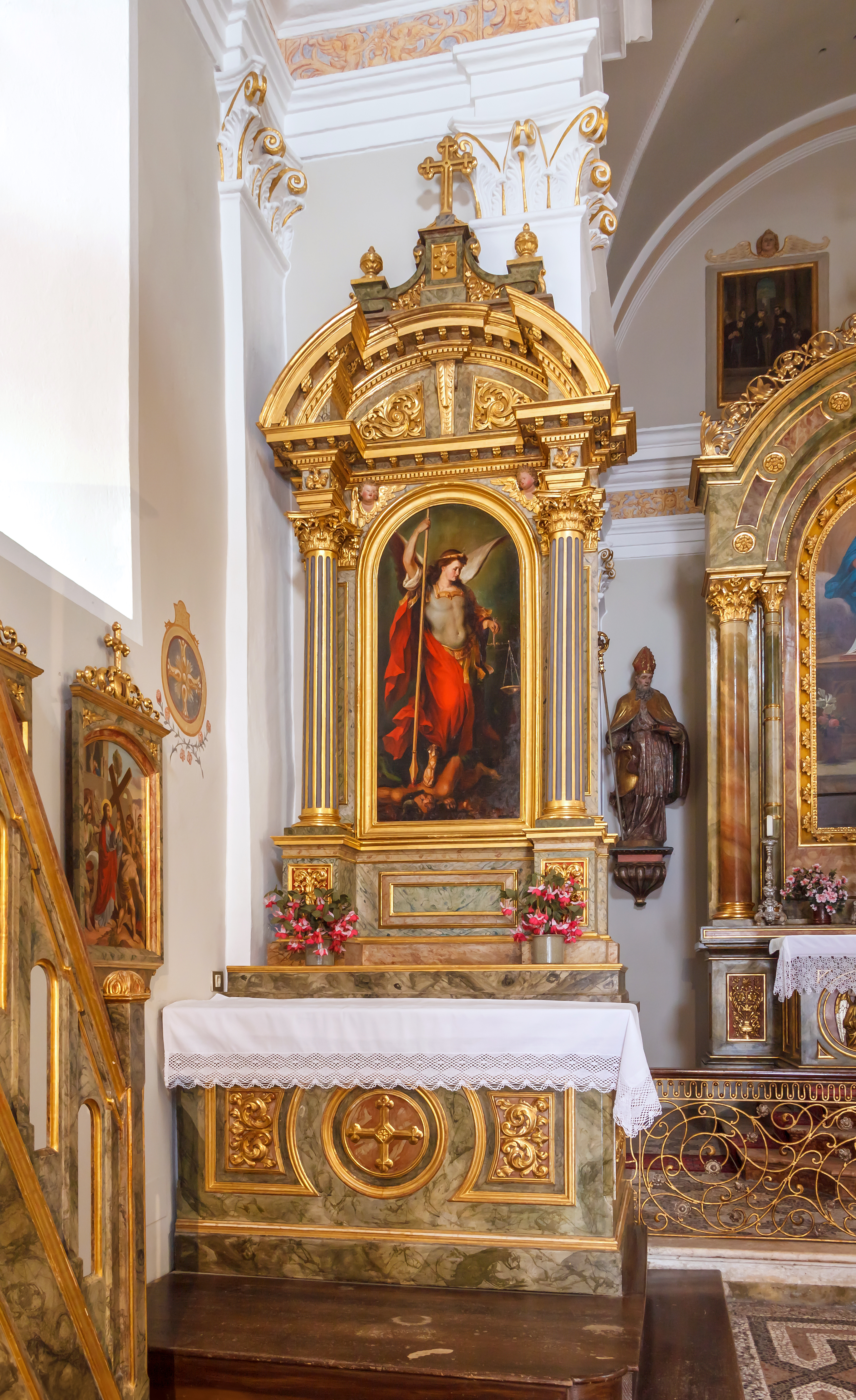
Linker Seitenaltar
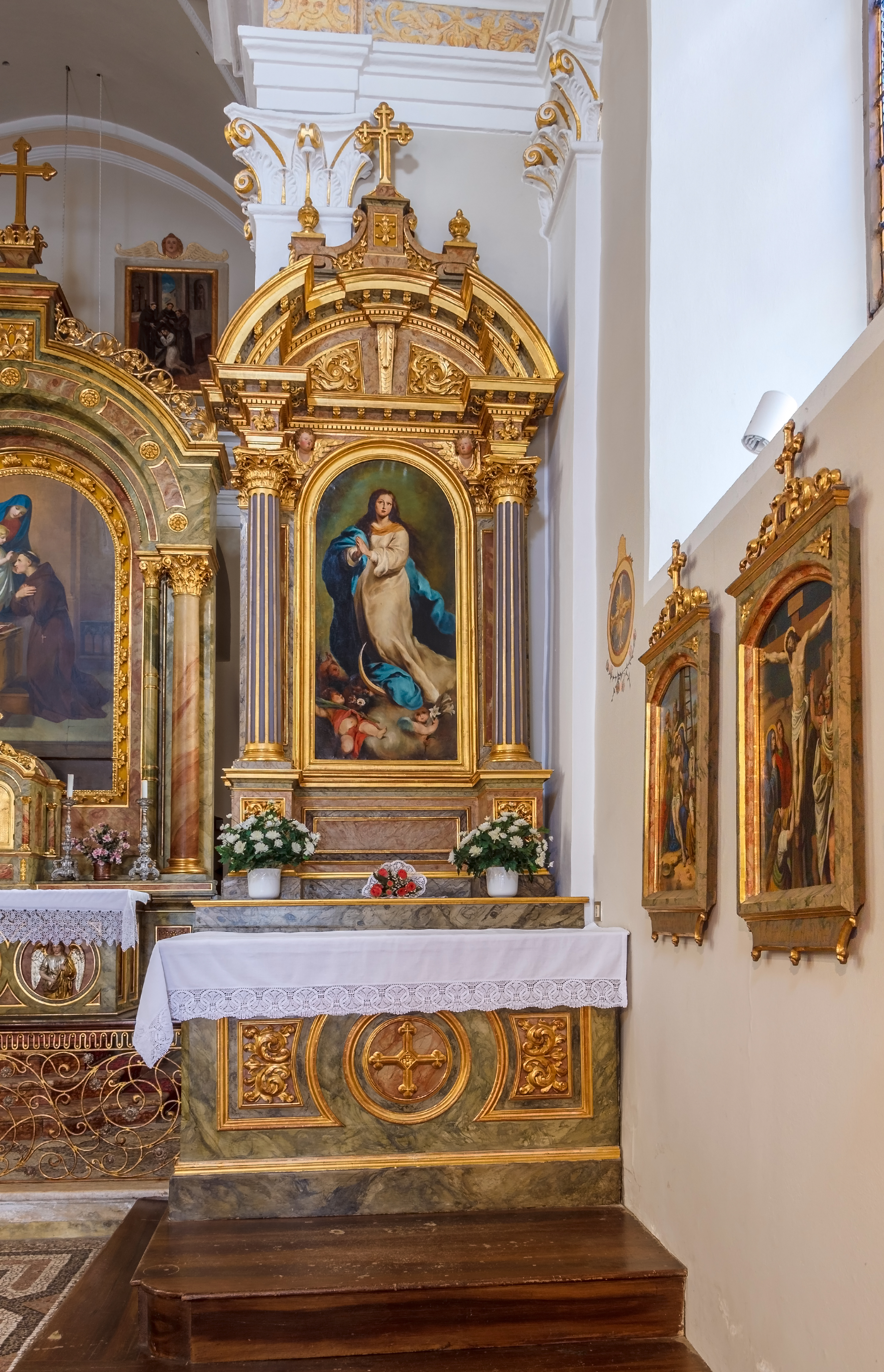
Rechter Seitenaltar
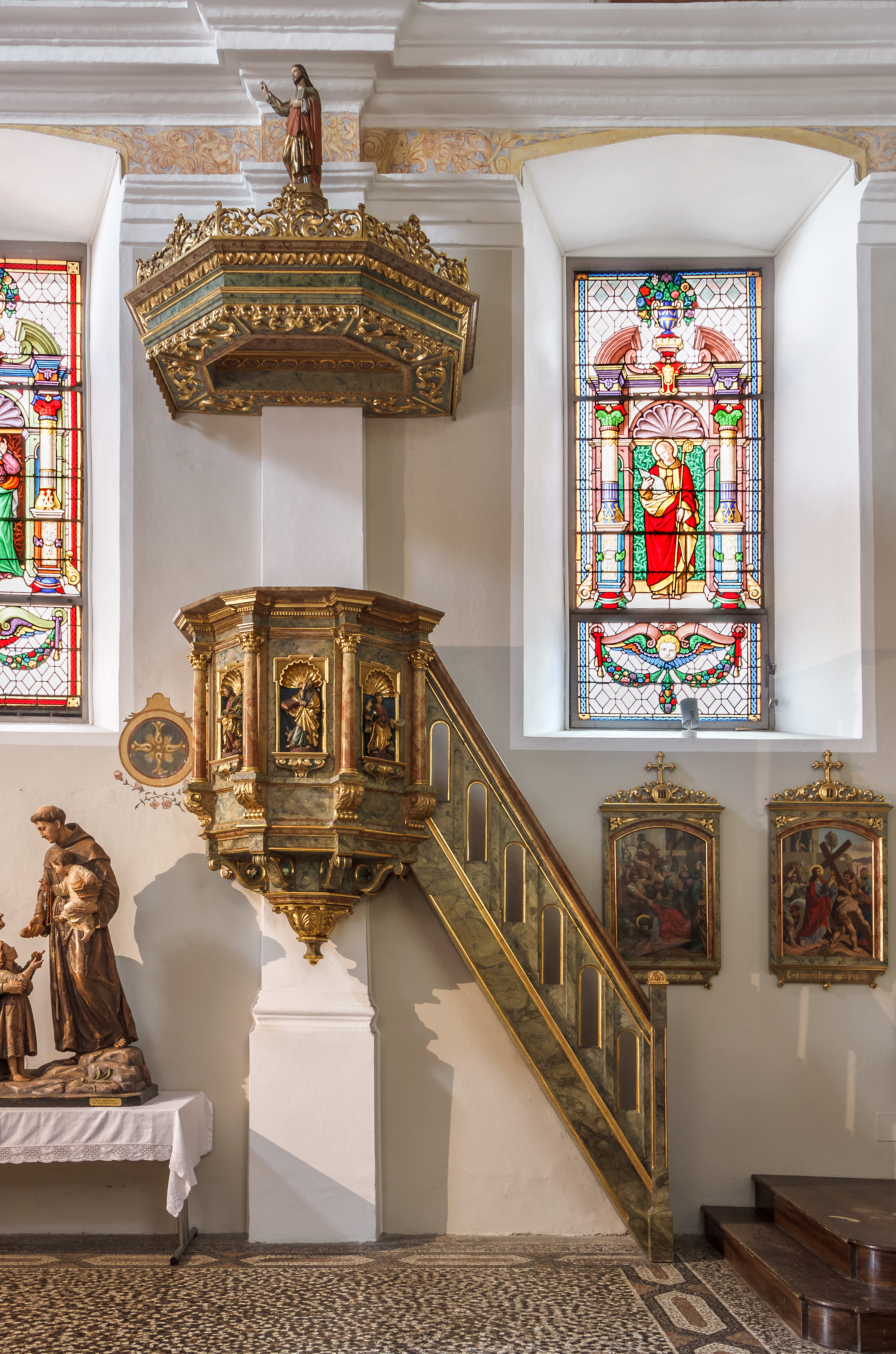
Kanzel
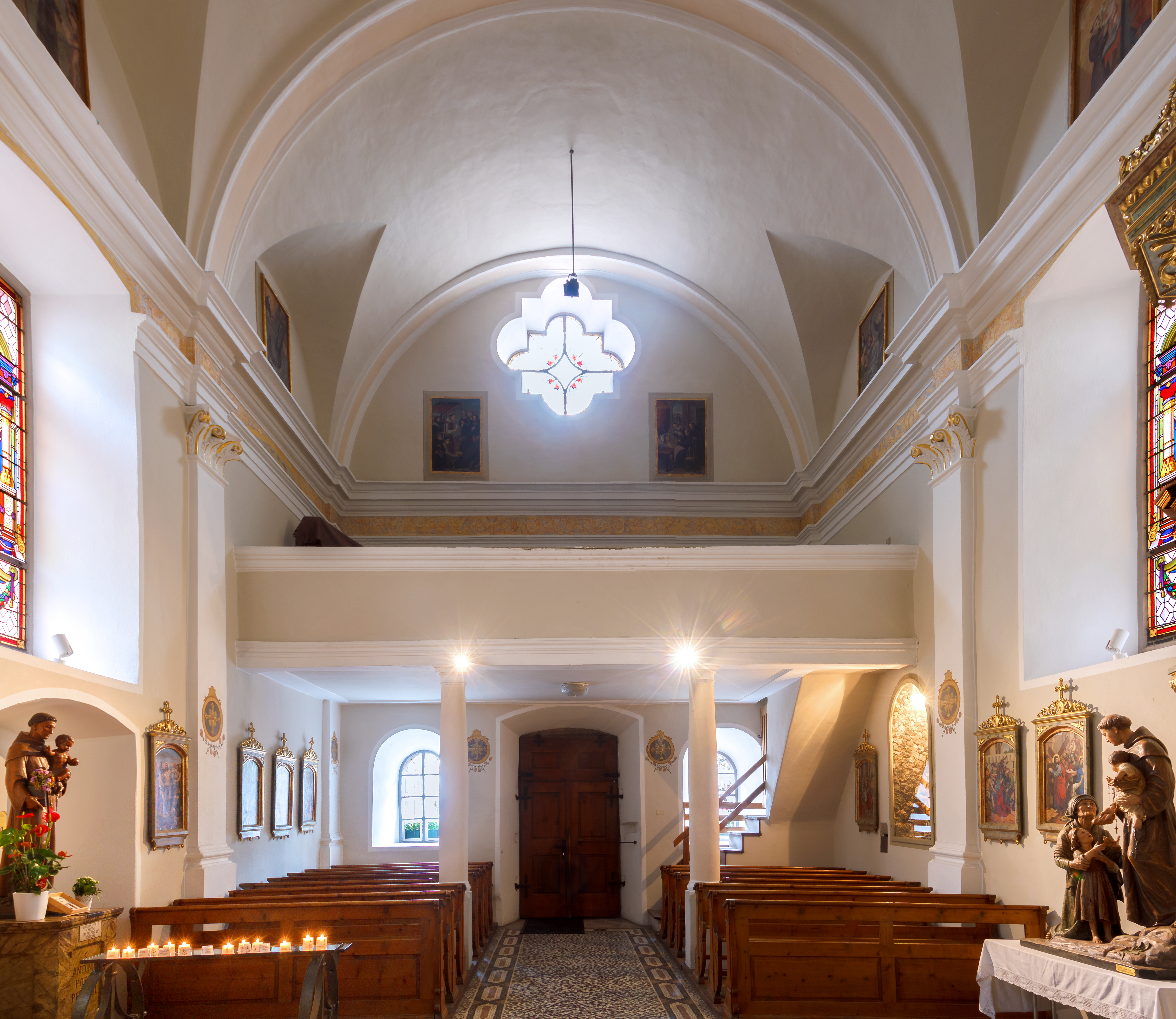
Empore

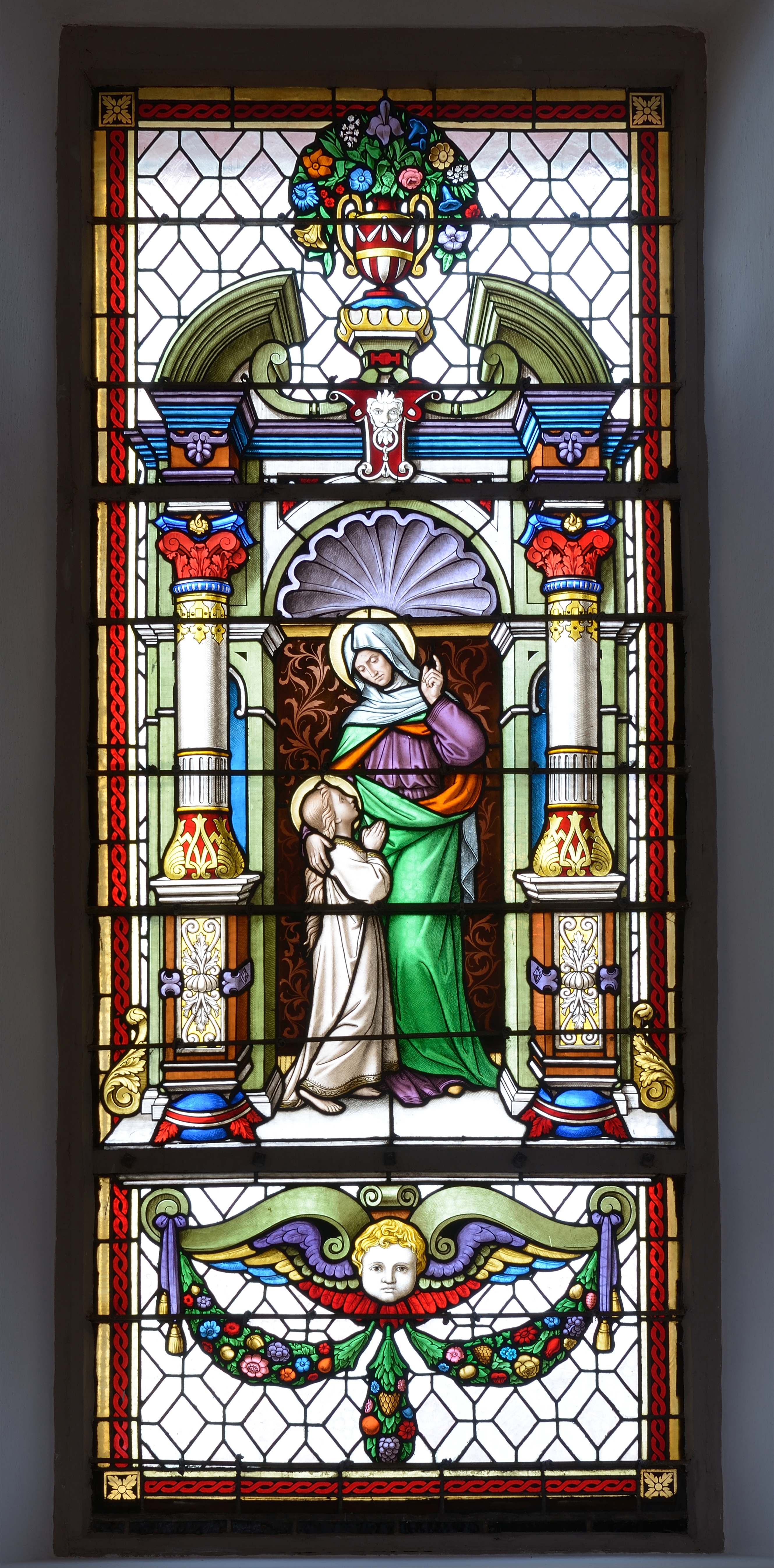
Heilige Anna mit dem Kind Maria
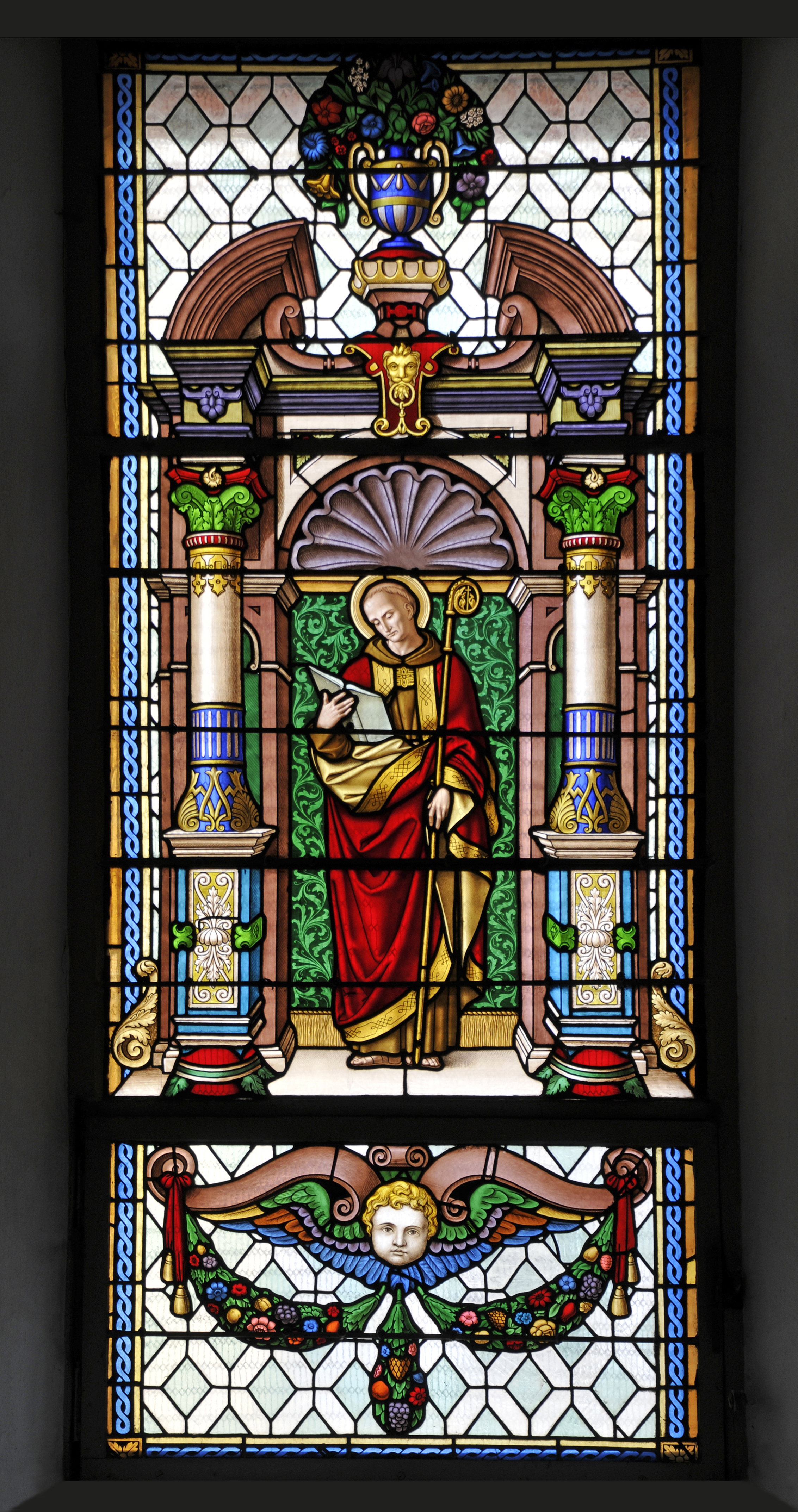
Heiliger Benedikt von Nursia mit Buch Schlange, Pelikan und Rabe
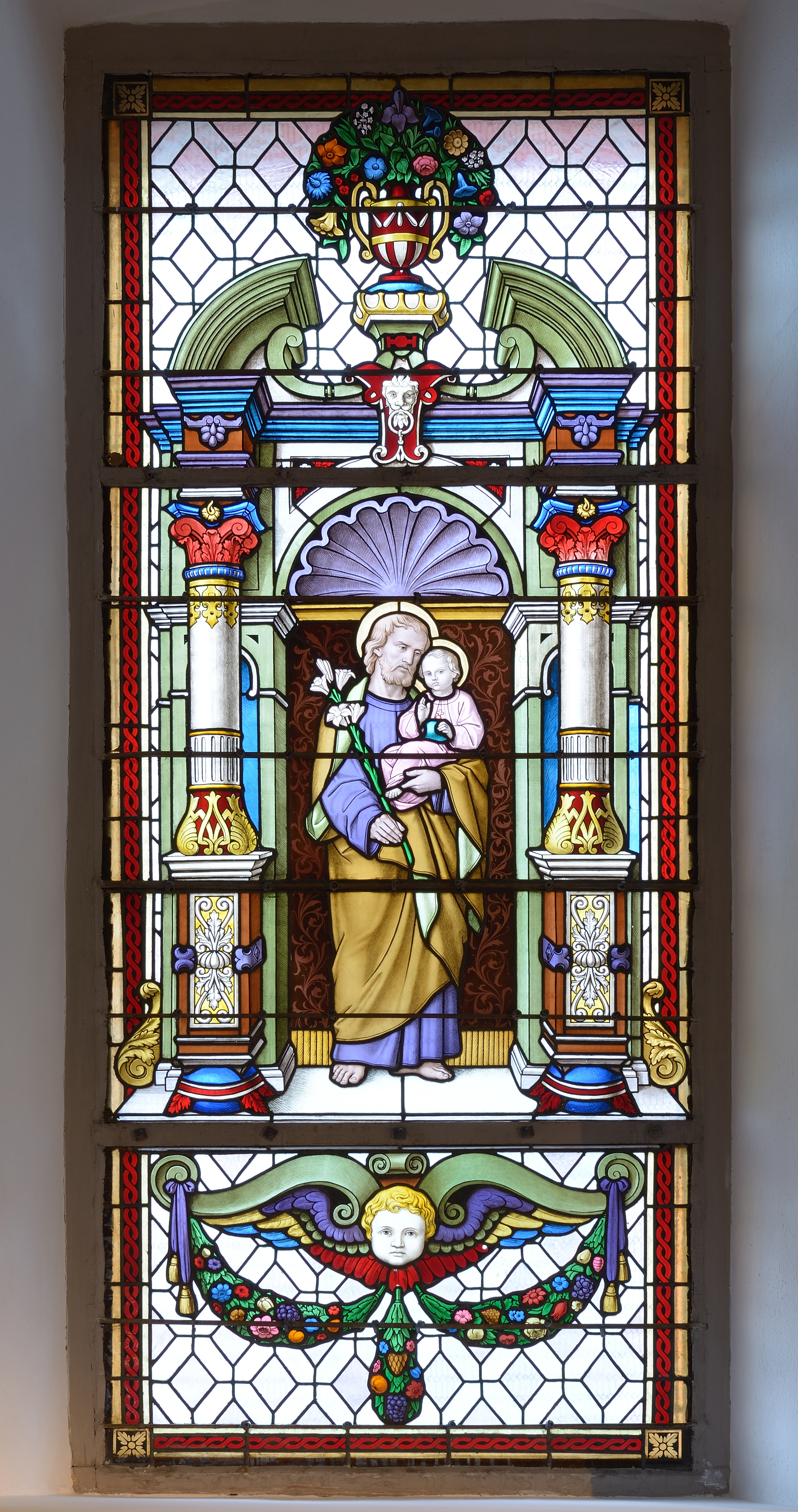
Der heilige  Josef mit Jesukind
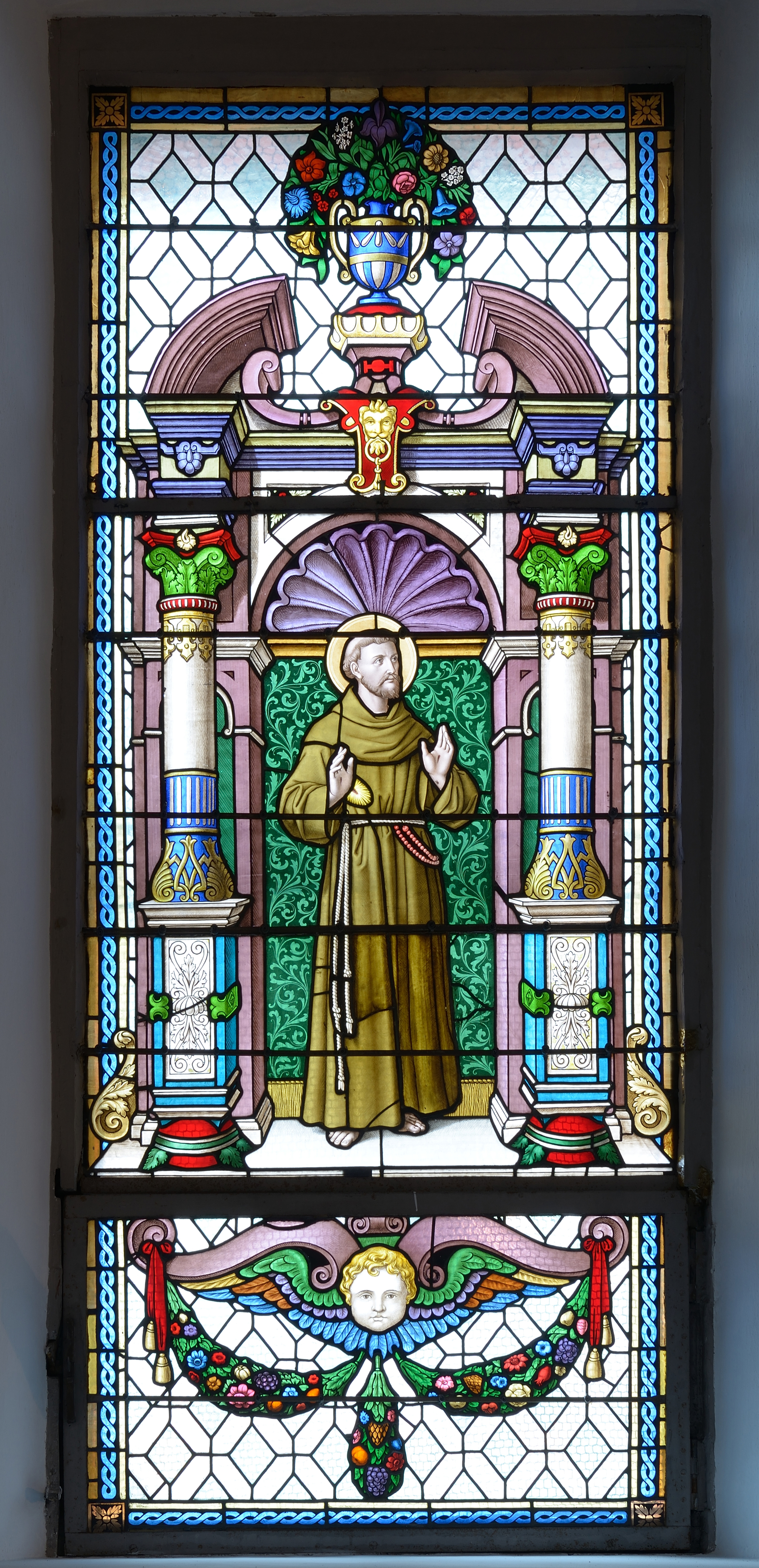
Der heilige Franziskus von Assisi
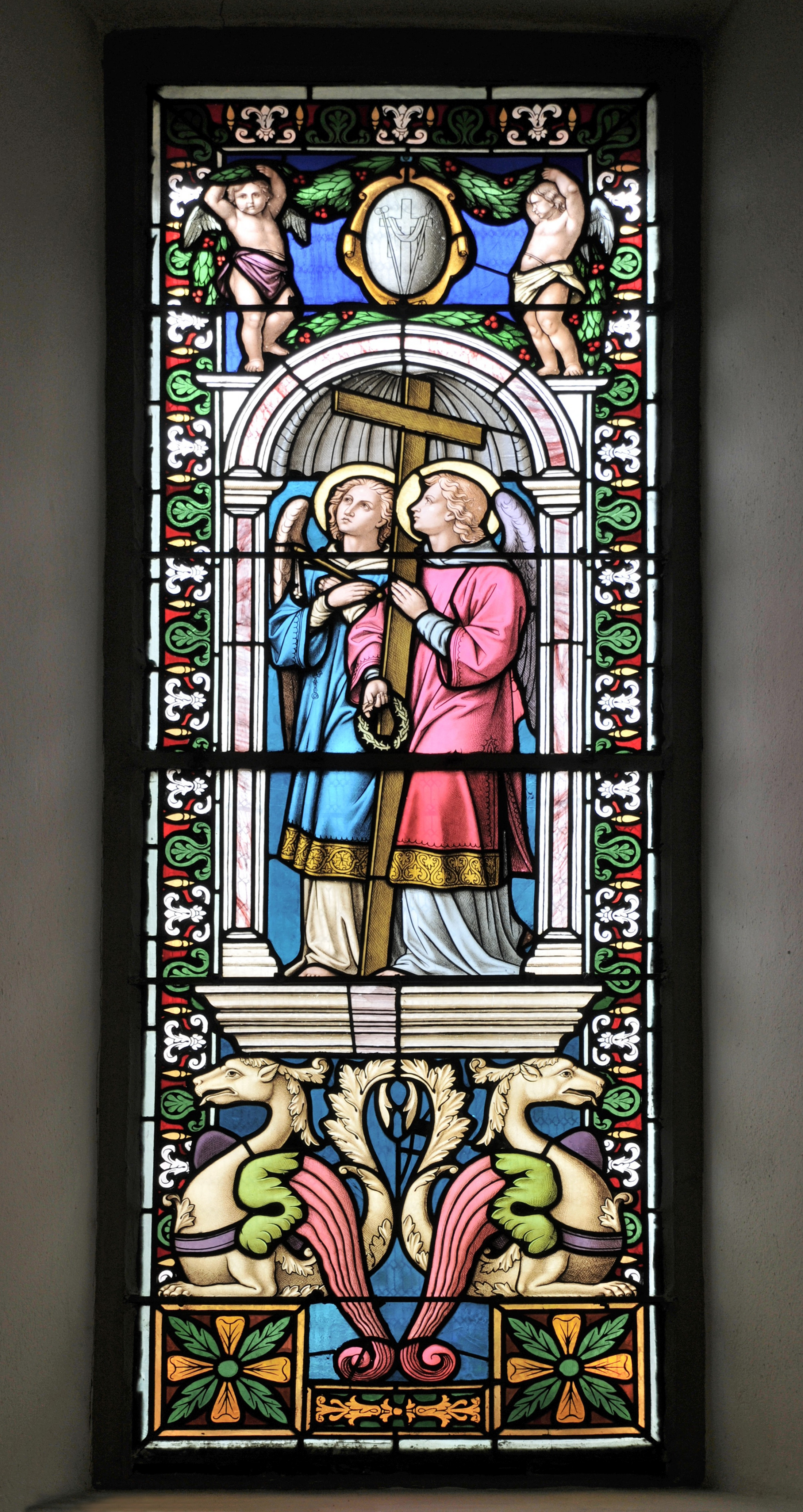
Zwei Engel mit den Zeichen der Passion Christi
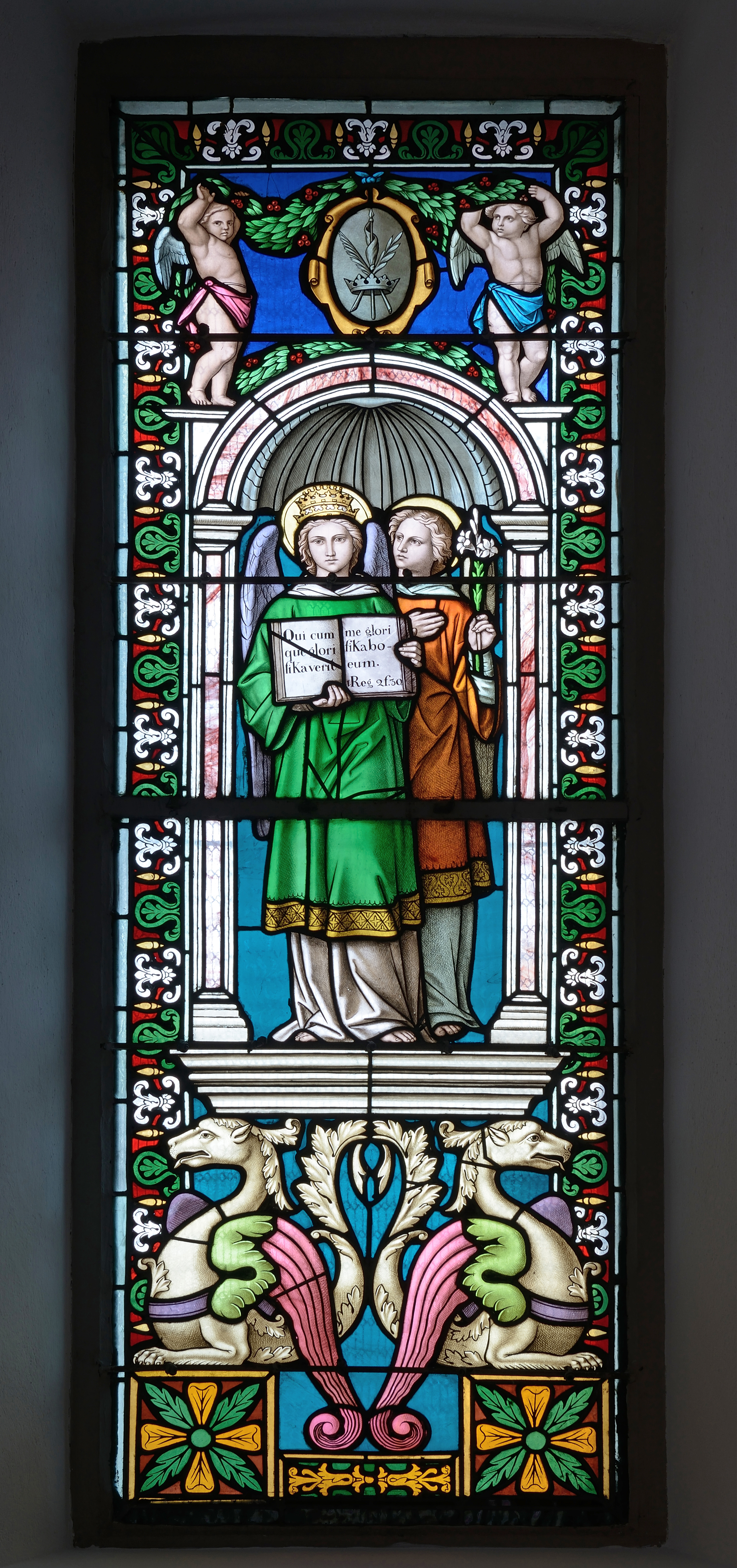
Zwei Engel mit päpstlicher Thiara und Lilie